# Tessalonica di Macedonia
Tessalonica di Macedonia (Pella, 342 a.C. – Pella, 295 a.C.) era la figlia di Filippo II di Macedonia, sorellastra di Alessandro Magno e moglie di Cassandro, i tre uomini più potenti del tempo.

## Biografia
Per commemorare la nascita della figlia, che era nata proprio lo stesso giorno in cui l'esercito macedone aveva vinto una battaglia significativa in Tessaglia, il re Filippo la chiamò Tessalonica. Nella lingua greca il suo nome si compone di due parole, "Thessalia" e "Nike", e si traduce "vittoria in Tessaglia".
Sua madre Nicesipoli non visse molto a lungo dopo la sua nascita e alla sua morte Tessalonica venne allevata da Olimpiade. Tessalonica era di gran lunga la bambina più giovane di cui Olimpiade si fosse occupata. I suoi rapporti con il fratello maggiore Alessandro furono minimi, poiché lui era sotto la tutela di Aristotele nei giardini di Mida quando Tessalonica nacque, e poi aveva circa sei o sette anni quando partì per la spedizione persiana. Tessalonica aveva solo 19 anni quando il fratellastro Alessandro morì.
Così trascorse la sua infanzia con la regina Olimpiade e poi con la sorellastra Cleopatra, e nel 317 a.C. tornò in Macedonia, e si rifugiò, con il resto della famiglia reale, nella fortezza di Pidna, mentre Cassandro avanzava.
Caduta Pidna e dopo l'esecuzione della sua matrigna, Tessalonica si trovò nelle mani di Cassandro, che colse l'occasione di imparentarsi con la casa reale di Macedonia sposando la stessa Tessalonica, trattandola sempre con grande rispetto. Fatti avvelenare Alessandro IV, Rossane ed Eracle, sconfitti i rivali, Cassandro si proclamò re di Macedonia.
La scelta di sposare Tessalonica può essere stata dovuta sia a una questione politica, sia per affetto: l'unione comunque funzionò. Tessalonica fu madre di tre figli (tutti e tre diventati re): Filippo IV, Antipatro II e Alessandro V, ed il marito le fece l'onore di dare il suo nome alla città di Tessalonica, che ha fondato sul luogo dell'antica Therma, trasformandosi presto in una delle città più ricche e più popolate della Macedonia.
Dopo la morte di Cassandro, Tessalonica sembra avere avuto molta influenza sui suoi figli, ma in seguito Antipatro, diventato geloso del fatto che la madre gli preferisse il fratello più giovane Alessandro, la fece uccidere nel 295 a.C.
Poco dopo anche Antipatro II e Alessandro V furono uccisi, e Demetrio Poliorcete, cognato di Cassandro e Tessalonica nonché figlio di Antigono I Monoftalmo, divenne re ponendo fine alla dinastia Argeade-Antipatride, con l'eccezione del periodo 279-277.